# 君にMerry Xmas
「君にMerry Xmas」（きみにメリー・クリスマス）は、1989年12月1日に発売された小田和正通算4作目のシングル。発売元はファンハウス。

## 解説
この曲は第一生命『パスポート21』のCMソングで、クリスマスの2日間限定でオンエアされた。CMは小田がニューヨークのブルックリン橋を走りぬけるというもの。この映像は後に音楽番組『風のようにうたが流れていた』（TBS）の第9話（2004年12月6日放送）でも紹介された。なお、CMの撮影は1990年の全国ツアー終了後、2日間の強行日程で行われたという。
1995年11月22日には12センチ・シングルで再発売（シングル「君との思い出」と同時発売）。ベースとドラムが生のものにアレンジ変更された（ベースはネイザン・イースト、ドラムスは木村万作、ギターはマイケル・トンプソン。8cmシングルでのリズム・トラックは打ち込みによるもの）。

## 収録曲
- 作詞・作曲・編曲：小田和正

1989年盤
1. 君にMerry Xmas (5:27)
2. 君にMerry Xmas (another mix) (3:26)

1995年盤
1. 君にMerry Xmas (5:26)
2. 君にMerry Xmas (オリジナル・カラオケ) (5:26)